# 3-Stunden-Rennen von Sebring 1962

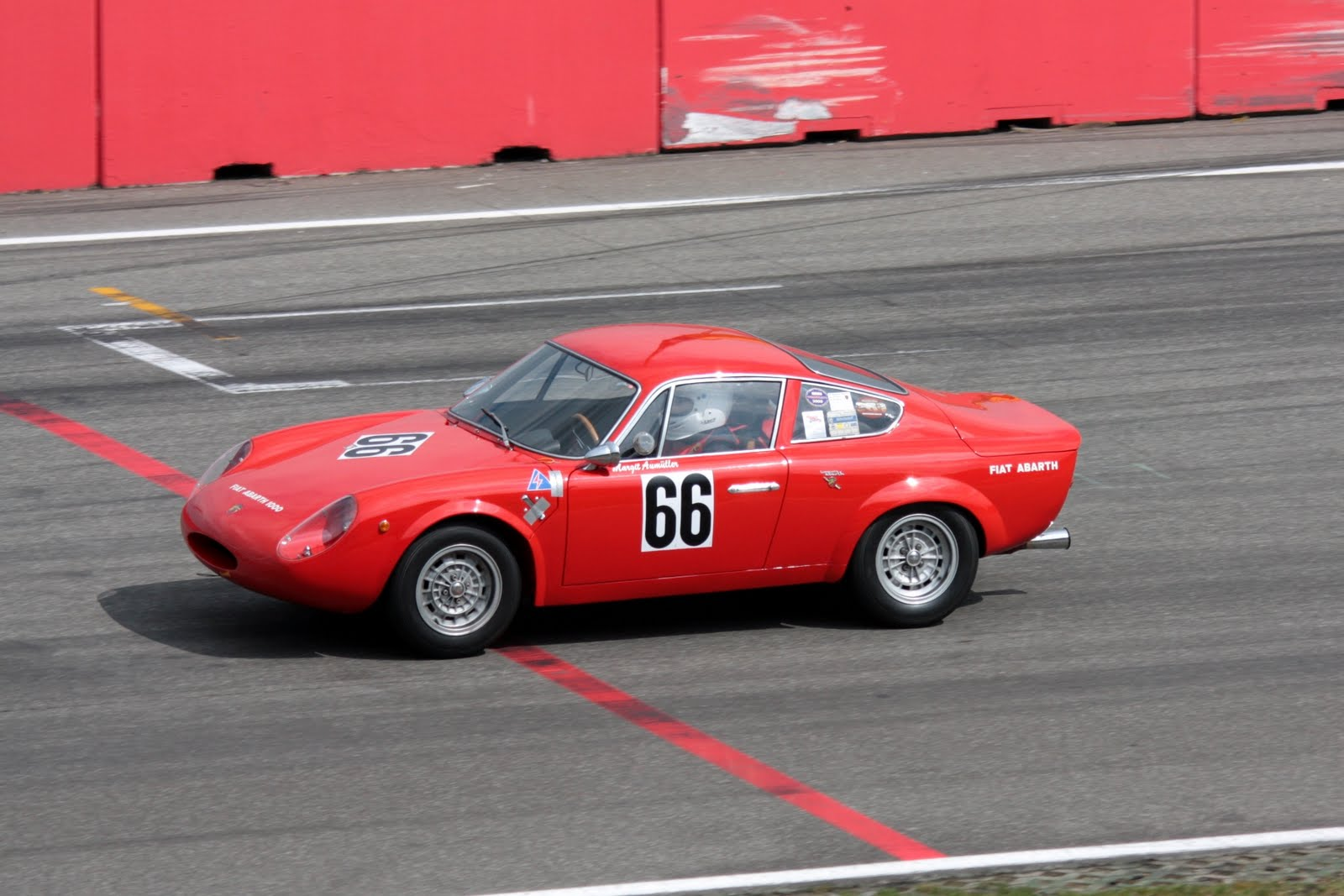
Fiat-Abarth 1000 Bialbero

Das 3-Stunden-Rennen von Sebring 1962, auch 12 Hours of Sebring (Florida International 3 Hour Grand Prix of Endurance - For Under 1000 cc Division I G.T. Cars), Sebring, fand am 23. März auf dem Sebring International Raceway statt und war der zweite Wertungslauf der Sportwagen-Weltmeisterschaft dieses Jahres.

## Das Rennen
Das 3-Stunden-Rennen von Sebring war 1962 bereits der zweite Weltmeisterschaftslauf und fand einen Tag vor dem 12-Stunden-Rennen statt. Da in der Weltmeisterschaft Titel in alle Rennklassen vergeben wurden, entstanden neue Veranstaltungen. Neben dem in Sebring gab es unter anderem auch in Daytona ein 3-Stunden-Rennen, das Dan Gurney auf Lotus 19 gewann.
In Sebring waren nur GT-Wagen in drei Hubraum-Klassen startberechtigt. Das Rennen entwickelte sich zu einer spannenden Auseinandersetzung zwischen der Werksmannschaft von Abarth und dem Rennteam von Briggs Cunningham, die Fiat-Abarth 1000 einsetzten. Das Rennen endete mit einem Doppelsieg der Cunningham-Abarth. Bruce McLaren gewann nach knapp 3-Stunden-Fahrzeit 10 Sekunden vor seinem Teamkollegen Walt Hansgen.

## Ergebnisse

### Schlussklassement
| 1               | GT 1.0 | 8  | Briggs Cunningham    | Bruce McLaren                                             | Fiat-Abarth 1000 Bialbero      | 46 |
| 2               | GT 1.0 | 7  | Briggs Cunningham    | Walt Hansgen                                              | Fiat-Abarth 1000 Bialbero      | 46 |
| 3               | GT 1.0 | 15 | BMC                  | Stirling Moss                                             | Austin-Healey Sebring Sprite   | 45 |
| 4               | GT 1.0 | 4  | Abarth               | Alfonso Thiele                                            | Fiat-Abarth 1000               | 45 |
| 5               | GT 1.0 | 5  | Abarth               | Mauro Bianchi                                             | Fiat-Abarth 1000               | 45 |
| 6               | GT 1.0 | 22 | BMC                  | Pedro Rodríguez                                           | Austin-Healey Sebring Sprite   | 45 |
| 7               | GT 1.0 | 17 | BMC                  | Innes Ireland                                             | Austin-Healey Sebring Sprite   | 44 |
| 8               | GT 1.0 | 2  | Ecurie Francorchamps | Léon Dernier                                              | Fiat-Abarth 1000               | 43 |
| 9               | GT 1.0 | 16 | BMC                  | Steve McQueen                                             | Austin-Healey Sebring Sprite   | 43 |
| 10              | GT 1.0 | 23 | Paul Layman          | Ray Cuomo Paul Layman                                     | Fiat-Abarth 1000               | 42 |
| 11              | GT 1.0 | 1  | Ecurie Francorchamps | Olivier Gendebien                                         | Fiat-Abarth 1000               | 42 |
| 12              | GT 850 | 26 | Howard Hanna         | Paul Hagan                                                | DB                             | 38 |
| 13              | GT 850 | 28 | Dorothy Stein        | Charles Stein                                             | Fiat-Abarth 850                | 38 |
| 14              | GT 1.0 | 37 | William Storey       | Anson Johnson                                             | Austin-Healey Sprite           | 38 |
| 15              | GT 1.0 | 21 | Paul Layman          | Bill Kirtley                                              | Austin-Healey Sprite           | 38 |
| 16              | GT 1.0 | 25 | Eugene Barmac        | Fred Hoffman John Barmac                                  | DB                             | 37 |
| 17              | GT 1.0 | 11 | Lee Koon             | Lee Koon                                                  | Austin-Healey Sprite           | 36 |
| 18              | GT 850 | 27 | Don Bolton           | Don Bolton                                                | Saab GT750                     | 36 |
| 19              | GT 1.0 | 14 | C. C. Canada         | C. C. Canada Cecil Stockard                               | Austin-Healey Sprite           | 32 |
| 20              | GT 1.0 | 20 | Lewis Smith          | John Skene Lewis Smith                                    | DB HBR5                        | 29 |
| 21              | GT 1.0 | 19 | Cesar Sandoval       | Cesar Sandoval                                            | Austin-Healey Sprite           | 28 |
| 22              | GT 1.0 | 12 | William Martin       | Ralph Noseda                                              | Austin-Healey Sprite           | 28 |
| Ausgefallen     |        |    |                      |                                                           |                                |    |
| 23              | GT 1.0 | 3  | Abarth               | Carlo-Maria Abate                                         | Fiat-Abarth 1000               | 43 |
| 24              | GT 850 | 29 | George Avent         | George Avent Paul Buchanan                                | Fiat-Abarth 600                | 34 |
| 25              | GT 500 | 35 | Hugh Kleinpeter      | Hugh Kleinpeter                                           | Berkeley B95                   | 27 |
| 26              | GT 850 | 33 | Carl Dorr            | Brian O’Neil                                              | Fiat-Abarth 600                | 20 |
| 27              | GT 1.0 | 9  | Briggs Cunningham    | Roger Penske                                              | Fiat-Abarth 1000 Bialbero      | 19 |
| 28              | GT 1.0 | 6  | Abarth               | Paul Richards                                             | Fiat-Abarth 1000               | 15 |
| Nicht gestartet |        |    |                      |                                                           |                                |    |
| 29              | GT 1.0 | 18 | Art Huttinger        | Art Huttinger                                             | Austin-Healey Sprit            | 1  |
| 30              | GT 1.0 | T  | BMC                  | Stirling Moss Steve McQueen Innes Ireland Pedro Rodríguez | Austin-Healey Sebring Sprite   | 2  |
| 31              | GT 1.0 | 10 | Frank Mabry          | Dave Clark Frank Mabry                                    | Austin-Healey Speedwell Sprite | 3  |

1 nicht gestartet
2 Trainingswagen
3 Unfall im Training

### Nur in der Meldeliste
Zu diesem Rennen sind keine weiteren Meldungen bekannt.

### Klassensieger
| Klasse | Fahrer                  | Fahrzeug                  | Platzierung im Gesamtklassement |
| ------ | ----------------------- | ------------------------- | ------------------------------- |
| GT 1.0 | Bruce McLaren           | Fiat-Abarth 1000 Bialbero | Gesamtsieg                      |
| GT 850 | Paul Hagan              | DB                        | Rang 12                         |
| GT 500 | kein Teilnehmer im Ziel |                           |                                 |

### Renndaten
- Gemeldet: 31
- Gestartet: 28
- Gewertet: 22
- Rennklassen: 3
- Zuschauer: unbekannt
- Wetter am Renntag: kalt und trocken
- Streckenlänge: 8,369 km
- Fahrzeit des Siegerteams: 3:03:01,000 Stunden
- Gesamtrunden des Siegerteams: 46
- Distanz des Siegerteams: 384,955 km
- Siegerschnitt: 126,205 km/h
- Pole Position: unbekannt
- Schnellste Rennrunde: Bruce McLaren – Fiat-Abarth 1000 Bialbero (#8) – 3:47,400 = 133,093 km/h
- Rennserie: 2. Lauf zur Sportwagen-Weltmeisterschaft 1962